# 赵志强
赵志强，中华人民共和国政治人物。
担任山东禹城县副县长。1954年，当选第一届全国人民代表大会代表。